# 社会教育委員
社会教育委員（しゃかいきょういくいいん）とは、社会教育法第15条に基づき、都道府県及び市町村に設置される非常勤の特別職公務員。

## 社会教育委員とは
社会教育委員の職務は、社会教育に関し教育長を経て教育委員会に助言することを任務とし、主に以下の3つを主な職務としている。
1. 社会教育に関する諸計画を立案すること。
2. 定時又は臨時に会議を開き、教育委員会の諮問に応じ、これに対して、意見を述べること。
3. 前2号の職務を行うために必要な研究調査を行うこと。